# Kuluran
Kuluran is een bestuurslaag in het regentschap Lamongan van de provincie Oost-Java, Indonesië. Kuluran telt 2110 inwoners (volkstelling 2010).